# Pablo Hervías Ruiz
Pablo Hervías Ruiz (nascut el 8 de març de 1993 a Logronyo, La Rioja) és un futbolista professional espanyol. Juga com a migcampista i el seu actual equip és el CF Rayo Majadahonda.

## Trajectòria
El 19 d'abril de 2014 va debutar amb el primer equip de la Reial Societat en partit de la Primera Divisió de la Lliga Espanyola.
Al maig de 2015 va ser cedit al CA Osasuna per disputar les últimes sis jornades de Lliga en Segona Divisió. En el seu debut amb el conjunt vermell, davant el Club Deportivo Mirandés a El Sadar, va marcar un gol.
Durant dues temporades va actuar com a cedit a l'Osasuna i Real Oviedo a la Lliga Adelante.
L'agost de 2016, l'extrem vinculat contractualment a la Reial Societat fins a 2018, es compromet a préstec per un curs amb l'Elx CF.
L'estiu de 2017 arriba cedit al Real Valladolid després d'haver fitxat per l'Eibar.
El 23 de gener de 2019 va tornar cedit al Reial Valladolid després de no comptar per l'Eibar. En aconseguir l'ascens el Reial Valladolid estava obligat a comprar-lo per 1 milió d'€. Va marcar el seu primer gol en la competició el 15 de setembre, en un empat 1–1 a casa amb l'Osasuna.
El 12 d'agost de 2022, Hervías va signar contracte amb el Màlaga CF de segona divisió, per un any.

## Vida personal
El pare d'Hervías, Eloy, va jugar a futbol al CD Logroñés i també va actuar com a àrbitre. El seu germà, Rubén, va competir a les divisions inferiors del futbol espanyol.